# Myriocoleopsis riparia
Myriocoleopsis riparia là một loài Rêu trong họ Lejeuneaceae. Loài này được Reiner, Maria Elena & Gradst. mô tả khoa học đầu tiên năm 1995.